# Sonerila griffithii
Sonerila griffithii är en tvåhjärtbladig växtart som beskrevs av Charles Baron Clarke. Sonerila griffithii ingår i släktet Sonerila och familjen Melastomataceae. Inga underarter finns listade i Catalogue of Life.